# Развој светског рекорда у седмобоју за мушкарце
Светски рекорди у дисциплини седмобој у мушкој конкуренцији, које ИААФ званично признаје, воде се од 1970. године. 
Да данас (31.1.2018.) ИААФ је ратификовао укупно 7 светска рекорда у мушкој конкуренцији.

## Мушкарци
| ратификовани резултати |

### Рекорди
| Бодови | Атлетичар         | Земља            | Место                           | Датум             | Трајање                       |
| ------ | ----------------- | ---------------- | ------------------------------- | ----------------- | ----------------------------- |
| 5.429  | Ханс-Јоахим Валде | Западна Немачка  | Мајнц, Западна Немачка          | 7. март 1970.     | 11 месеци и 27 дана           |
| 5.563  | Херберт Свобода   | Западна Немачка  | Мајнц, Западна Немачка          | 6. март 1971.     | 11 месеци и 27 дана           |
| 5.716  | Еберхард Строт    | Западна Немачка  | Мајнц, Западна Немачка          | 4. март 1972.     | 3 године, 10 месеци и 28 дана |
| 5.724  | Гуидо Крачмер     | Западна Немачка  | Западни Берлин, Западна Немачка | 1. фебруар 1976.  | 1 година, 11 месеци и 28 дана |
| 5.860  | Гуидо Крачмер     | Западна Немачка  | Западни Берлин, Западна Немачка | 29. јануар 1978.  | 1 година и 20 дана            |
| 5.934  | Виктор Грузенкин  | Совјетски Савез  | Ordzhonikidze, СССР             | 18. фебруар 1979. | 1 година и 13 дана            |
| 6.013  | Александар Невски | Совјетски Савез  | Лењинград, СССР                 | 2. март 1980.     | 1 година, 11 месеци и 18 дана |
| 6.144  | Александар Невски | Совјетски Савез  | Гомељ, СССР                     | 20. фебруар 1982. | 3 године, 11 месеци и 26 дана |
| 6.163  | Зигфрид Венц      | Западна Немачка  | Дортмунд, Западна Немачка       | 15. фебруар 1986. | 2 године, 11 месеци и 28 дана |
| 6.241  | Кристијан Плазиат | Француска        | Vittel, Француска               | 12. фебруар 1989. | 11 месеци и 30 дана           |
| 6.273  | Кристијан Плазиат | Француска        | Nogent-sur-Oise, Француска      | 11. фебруар 1990. | 1 година, 11 месеци и 22 дана |
| 6.289  | Кристијан Плазиат | Француска        | Nogent-sur-Oise, Француска      | 2. фебруар 1992.  | 27 дана                       |
| 6.418  | Кристијан Плазиат | Француска        | Ђенова, Италија                 | 29. фебруар 1992. | 1 година и 3 дана             |
| 6.476  | Ден О'Брајен      | Сједињене Државе | Торонто, Канада                 | 14. март 1993.    | 17 година и 9 дана            |
| 6.499  | Ештон Итон        | Сједињене Државе | Фејетвил, САД                   | 13. март 2010.    | 10 месеци и 24 дана           |
| 6.568  | Ештон Итон        | Сједињене Државе | Талин, Естонија                 | 6. фебруар 2011.  | 1 година и 32 дана            |
| 6.645  | Ештон Итон        | Сједињене Државе | Истанбул, Турска                | 9. март 2012.     | 13 година и 10 дана           |